# Christophorus Buys Ballot
Christophorus Henricus Dedericus Buis Ballot (schrijfwijze op de geboorteakte), beter bekend als Buys Ballot, (Kloetinge, 10 oktober 1817 – Utrecht, 3 februari 1890) was een Nederlandse meteoroloog, scheikundige en natuurkundige. Buys Ballot ontdekte een meteorologische wet voor de windrichting die naar hem werd genoemd: de Wet van Buys Ballot. Hij was een van de personen die in 1854 aan de wieg van het KNMI stonden.

## Achtergrond
Buys Ballot werd in 1817 in Kloetinge geboren als zoon van Antonie Jacobus Buys Ballot, die sinds 1816 predikant was in Kloetinge; daarvoor was hij dominee geweest in Standdaarbuiten. In 1820 vertrok het gezin Buys Ballot al naar de volgende standplaats, Sint Laurens op Walcheren.

## Opleiding en wetenschappelijke carrière

### Opleiding en vroeg onderzoek
Na het gymnasium te Zaltbommel (1830-1835) te hebben doorlopen schreef Buys Ballot zich in september 1835 aan de Universiteit Utrecht in als student in de letteren. Aanvankelijk ging zijn belangstelling uit naar klassieke talen. Maar in 1836 schakelde hij over naar wis- en natuurkunde, waarin hij in 1839 voor zijn kandidaatsexamen slaagde. Bij zijn leermeester de scheikundige Gerrit Jan Mulder deed hij onderzoek naar xyloïdine dat hij in 1842 publiceerde. In 1843 publiceerde hij een tabellenboek voor het anorganisch chemisch practicum. Op 29 juni 1844 promoveerde Buys Ballot te Utrecht magna cum laude op een proefschrift De synaphia et prosaphia (Over cohesie en adhesie) bij de natuurkundehoogleraar Richard van Rees. Deze hoogleraar assisteerde hij tussen 1839 en 1843 bij waarnemingen op de Utrechtse Smeetoren.

### Lector en hoogleraar
Na zijn promotie werd Buys Ballot in 1845 benoemd tot lector in de geologie, mineralogie en in 1846 in theoretische scheikunde aan de Universiteit van Utrecht. In 1847 werd hij buitengewoon en in 1857 gewoon hoogleraar in de wiskunde. Na 1848 hield hij zich vooral bezig met het geven van wiskundecolleges. Hij leverde geen bijdragen aan de wiskunde. In 1867 volgde hij Van Rees op als gewoon hoogleraar in de natuurkunde – een functie die hij tot aan zijn dood zou bekleden.

### Dopplereffect: experimenteel bewijs

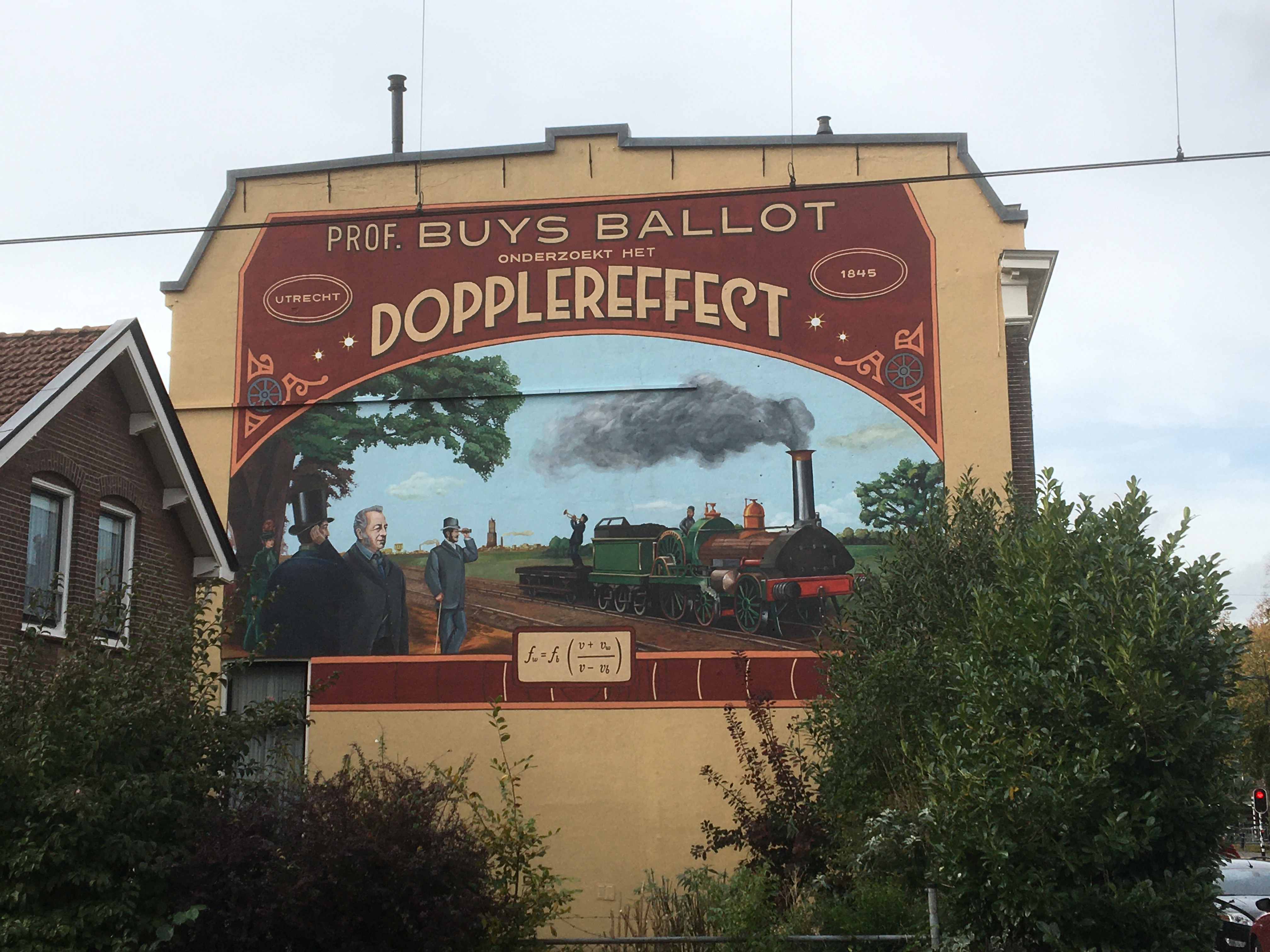
Illustratie van de demonstratie van het Doppler effect door Buys Ballot met een gevelschildering door van kunstenaarscollectief De Strakke Hand die in 2019 aangebracht is aan de Burgemeester Reigerstraat in Utrecht.

In het proefschrift nam hij een kritische stelling op over een recente theorie van Doppler over een frequentieverschuiving van licht of geluid wanneer de afstand tussen zender en ontvanger tijdens de waarneming verandert. Buys Ballot betwijfelde of het verschil in kleur van dubbelsterren ermee te verklaren was. Hij kende grote betekenis toe aan "de waarneming en het experiment", getuige zijn uitspraak "Waarneming moet feiten leveren en bespiegeling moet tot waarnemingen aansporen". Dit spoort met zijn experiment over het dopplereffect. In 1845 liet hij hoornisten op een trein langs het nieuwe spoor tussen Utrecht en Maarssen rijden. De trein passeerde met verschillende snelheden en de waargenomen toonhoogten werden door musici op het gehoor beoordeeld. Het dopplereffect werd bevestigd. Dit experiment is succesvol herhaald door het televisieprogramma Jekels Jacht, gepresenteerd door Diederik Jekel en uitgezonden door de NTR. Het artikel van Buys Ballot hierover vond internationaal weerklank.

### Theoretische scheikunde
Na zijn promotie publiceerde hij een groot repertorium van organische verbindingen. In 1849 kwam hij met een boek over theoretische scheikunde Schets eener physiologie van het onbewerktuigde rijk der natuur (onbewerktuigd staat hier synoniem voor anorganisch). Het beoogde een theorie te geven, die "de wetten bevat, volgens welke de lichamen onderling verbonden en hunne deeltjes veranderd worden". Buys Ballot ging uit van twee hypothesen:
1. alle stoffen bestaan uit kleine deeltjes die elkaar kunnen aantrekken en afstoten. Iedere stof wordt gekenmerkt door de specifieke vorm van zijn kleinste deeltjes. Maar hoe kunnen dezelfde deeltjes nu aantrekken en afstoten tegelijk? Dat kan doordat
2. De kleinste ondeelbare deeltjes (dus atomen) zijn omringd met fijne etherdeeltjes. De atomen trekken elkaar en de etherdeeltjes aan, de etherdeeltjes stoten elkaar af.

Voor de wisselwerkingskracht vond hij een formule met termen die afwisselend van teken zijn:
{\displaystyle F(x)={\frac {A}{x^{2}}}+{\frac {B}{x^{3}}}+{\frac {C}{x^{4}}}+{\frac {D}{x^{5}}}+\dots }
waar {\displaystyle x} de afstand tussen de deeltjes is. Hoogleraar Mulder was tegen publicatie van deze theorie. Waarschijnlijk inspireerde het werk van Laplace Buys Ballot tot deze theorie. Laplace probeerde in 1825 alle natuurverschijnselen terug te brengen tot een wisselwerking van puntvormige massa's. Buys Ballot benadrukte dat hij zijn theorie onafhankelijk van R.J. Bošković had ontwikkeld: deze had in 1758 een verwante theorie gepubliceerd. Hoewel Buys Ballot zijn leven lang terugkwam op zijn materietheorie, kregen zijn ideeën geen invloed omdat ze te sterk afweken van gebruikelijke theorieën. Daarom werkte hij de theorie niet verder uit.

### "Speelpop" meteorologie
In plaats daarvan week hij geheel uit naar de meteorologie waar hij al mee begonnen was. Later schreef hij in een brief aan collega-scheikundige Van 't Hoff dat hij "uit teleurstelling de meteorologie als speelpop..." ter hand had genomen.
In 1847 verscheen zijn eerste publicatie over de maandelijkse variaties van de temperatuur door het hele jaar heen. Met zijn studiegenoot Frederik Wilhelm Christiaan Krecke onderzocht hij hoe de hoeveelheid regen varieerde met de hoogte langs de Domtoren in Utrecht.
Met Krecke maakte hij ook plannen om het bolwerk Sonnenborgh aan de Utrechtse Stadsbuitengracht te verbouwen tot astronomisch en meteorologisch observatorium. Hij pleitte onvermoeibaar voor de oprichting van een officieel weerinstituut in een tijd dat niemand het belang inzag van het doen van eindeloze hoeveelheden weermetingen. Met de financiële steun van de eerste minister Thorbecke werd op 31 januari 1854 het (later koninklijk) Nederlands Meteorologisch Instituut (KNMI) onder Binnenlandse Zaken opgericht met Buys Ballot als eerste directeur. In dat jaar publiceerde hij tevens de eerste synoptische weerkaarten en daarmee was hij de grondlegger van de weerkaart en het weerbericht in Nederland.
Door de uitvinding van de telegraaf kon Buys Ballot steeds meer metingen van over de hele wereld noteren en leerde hij zo patronen ontdekken in de grote massa metingen. Hij was daarmee een van de eerste wetenschappers die het immense belang inzag van Big data. Door verzameling van weergegevens hoopte Buys Ballot een vast, gemiddeld basispatroon te vinden voor het weer. Dit idee is in de meteorologie inmiddels verlaten.
Daarnaast realiseerde hij zich dat goede weersverwachtingen afhankelijk waren van een geoliede internationale samenwerking. Hij onderhield contact met scheepslieden over de hele wereld die hem meetgegevens doorgaven. In 1873 was hij de grondlegger van het Internationaal Meteorologisch Comité waarmee hij een wereldwijd netwerk van waarneemstations optuigde. Later ging dit Comité over in de Wereld Meteorologische Organisatie (WMO), het meteorologisch expertisecentrum van de Verenigde Naties.
Buys Ballot stimuleerde de ontwikkeling van verbeterde en nieuwe meetinstrumenten, onder meer een poging tot een automatisch weerstation door de instrumentmaker Olland.

### Wet van Buys Ballot
Door zijn vele meteorologische waarnemingen kon hij als eerste in de praktijk het verband tussen luchtdruk en wind aantonen. Dit onderzoek resulteerde in de zo beroemd geworden en in 1857 gepubliceerde Wet van Buys Ballot: staande met de rug naar de wind, bevindt het lagedrukgebied zich op het noordelijk halfrond links van de waarnemer en het hogedrukgebied rechts van hem. Op het zuidelijk halfrond is dit precies andersom. Tevoren dacht men dat de wind simpelweg van hoge naar lage druk waaide. Overigens had de Amerikaan William Ferrel de wet een jaar eerder op theoretische gronden ontdekt en gepubliceerd.

### Overlijden en monument

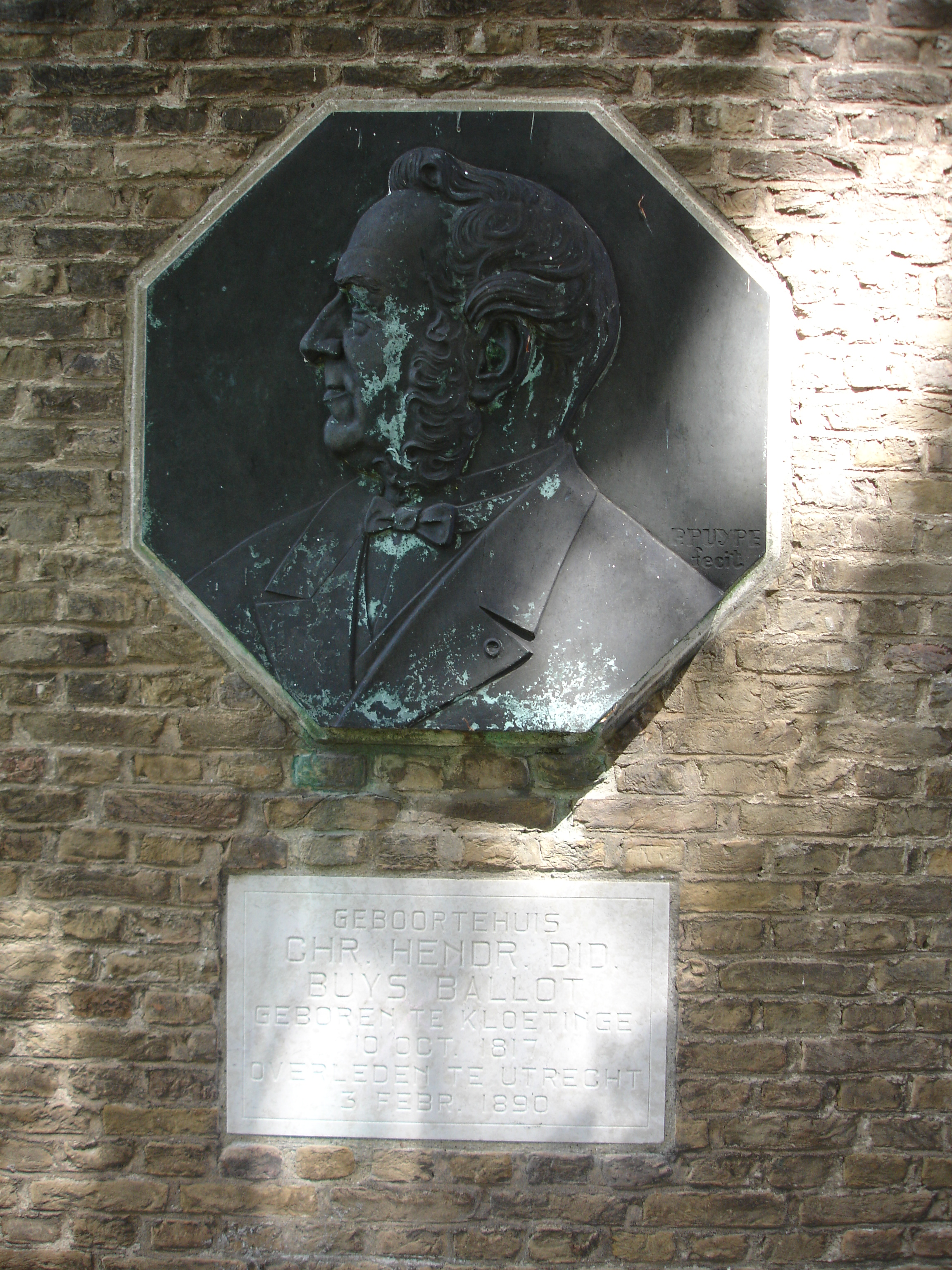
Plaquette aan het geboortehuis van Buys Ballot

Op 3 februari 1890 overleed Buys Ballot, die internationaal zeer veel gedaan heeft aan de ontwikkeling van de meteorologie. Hij werd in Utrecht begraven op de Eerste Algemene Begraafplaats Soestbergen.
Buys Ballot was onder andere Ridder in de Orde van de Nederlandse Leeuw, Grootofficier in de Orde van Sint-Jacob van het Zwaard, Commandeur in de Frans Jozef-Orde en Commandeur in de Kroonorde van Pruisen.
Op 22 september 1934 werd in zijn geboorteplaats Kloetinge een monument onthuld ter ere van Buys Ballot. De portretplaquette op het monument was vervaardigd door de beeldhouwer Pieter Puijpe. Later werd het monument gesloopt en is de plaquette ingemetseld in zijn geboortehuis, thans Marktveld 20.

## Buys Ballot-medaille
In 1887 werd aan de Universiteit Utrecht bij gelegenheid van het 40-jarig jubileum van Buys Ballot als hoogleraar een geldbedrag bijeen gebracht met het doel uit de renteopbrengst daarvan gouden medailles toe te kennen aan prominente meteorologen. De Buys Ballot-medaille wordt om de tien jaar toegekend en werd in 2023 voor de 14e keer uitgereikt en wel aan de Française Sandrine Bony. Het beheer van het fonds en de selectie van kandidaten wordt gevoerd door de Koninklijke Nederlandse Akademie van Wetenschappen, waarvan Buys Ballot van 1855-1890 lid was.

## Trivia
Een anekdote wil dat de jonge Buys Ballot vaak zijn stappen telde. Hij ging graag naar concerten van klassieke muziek, vooral van Mozart. In de nalatenschap van Buys Ballot bevond zich een fraaie telescoop en uitvoerige tabellen van blikseminslagen in Nederland, waar hij met statistiek een verband in trachtte te vinden.

## Publicaties
Buys Ballot publiceerde veel, onder meer op het gebied van de:

### Natuurkunde
- Disquisitio physica inauguralis de synaphia et prosaphia, 1844
- Het gewicht der waarnemingen voor de natuurkunde, als grond onzer kennis, en toetssteen der bespiegeling bij gelegenheid der inwijding van het nieuwe laboratorium der physica te Utrecht, 1877

### Wetenschapsfilosofie
- Toespraak over de noodzakelijkheid eener veelzijdige beoefening van wetenschap, 1846
- Schets eener physiologie van het onbewerktuigde rijk der natuur, 1849

### Meteorologie en geofysica
- Les changements périodiques de temperature, dependants de la nature du soleil et de la lune, mis en rapport avec le pronostic du temps, déduits d'obrservations Néerlandaises de 1729 à 1829, Utrecht, 1847
- Windwaarnemingen in Nederland gedurende de jaren 1849 en 1850: behoorende bij de uitkomsten der meteorologische waarnemingen gedaan in 1849 en 1850 te Utrecht en op eenige andere plaatsen in Nederland, 1852
- Meteorologische waarnemingen in Nederland, 1851. Met aanwijzing van de afwijkingen der weersgesteldheid van den gewonen gang en magnetische afwijkingen te Utrecht in minuten boogs, 1852
- De waarnemingen van de temperatuur van het zeewater, Rotterdam, 1855
- Note sur le rapport de l'intensité et de la direction du vent avec les écarts simultanés du baromètre, Académie des sciences (France). Comptes rendus hebdomadaires, tome XLV, juillet-decembre (1857) pp. 765–768. (Wet van Buys Ballot)
- Eenige regelen voor aanstaande weersveranderingen in Nederland, voornamelijk in verband met de dagelijksche telegraphische seinen, 1860
- Sur la marche annuelle du thermomètre et du barométre en Neêrlande et en divers lieux de l'Europe, déduite d'observations simultanées de 1849 à 1859, 1861
- Suggestions on a uniform system of meteorological observations, in: Royal Dutch Met. Office, no 37, Utrecht 1872
- Het doel der voor 1882-1883 voorgenomen internationale expeditie naar de poolstreken, Amsterdam, 1881
- Klimatologie van onze koloniën en aardmagnetisme, 1883

### Wiskunde
- Beginselen en gronden der meetkunde: handleiding bij hooger onderwijs, 1852...1860 (drie drukken)
- Het karakter der rede, uitgedrukt in de wiskunde, 1847

## Naar hem vernoemd
Naar Buys Ballot zijn onder meer vernoemd:
- De prestigieuze Buys Ballotmedaille die wordt verleend door het KNMI
- Buys Ballotgebouw op de Uithof van de Bètafaculteit van de Universiteit Utrecht
- Het voormalige Buys Ballot College te Goes, sinds 2007 onderdeel van het Ostrea Lyceum
- Het voormalige Buys Ballot College te Hattem; na fusie met De Heertganck in Heerde nu scholengroep 'De Noordgouw'
- Een locatie van het Albeda College in Rotterdam.
- De voormalige Rijks Scholen Gemeenschap Buys Ballot te Zaltbommel; na een fusie onderdeel van scholengroep Cambium
- Een krater aan de achterzijde van de maan.
- Straten, wegen, banen, lanen enz. in een groot aantal steden, waaronder Utrecht.
- Vereniging Scouting Buys Ballot te Epe/Heerde (Gelderland).